# Uomini e no
Pour plus de détails, voir Fiche technique et Distribution.
Uomini e no est un film de guerre italien écrit et réalisé par Valentino Orsini et sorti en 1980. Le scénario du film est adapté du roman du même nom d'Elio Vittorini.

## Fiche technique
- Titre original : Uomini e no
- Titre international : Men or Not Men
- Réalisation : Valentino Orsini
- Scénario : Valentino Orsini, Faliero Rosati , d'après un roman d'Elio Vittorini
- Photographie : Franco Di Giacomo
- Montage : Roberto Perpignani
- Costumes : Lina Nerli Taviani
- Musique : Ennio Morricone
- Pays d'origine : Italie
- Langue originale : italien
- Format : couleur
- Genre : film de guerre
- Durée :
- Dates de sortie :
  - Italie : 4 septembre 1980 (Mostra de Venise)

## Distribution
- Flavio Bucci : Enne 2
- Monica Guerritore : Berta
- Ivana Monti : Lorena
- Massimo Foschi : El Paso
- Renato Scarpa : Cane Nero
- Secondo De Giorgi :
- Massimo de Vita (it) :
- Cristina Grado : Selva
- Michele Soavi :